# Минкус, Людвиг
Лю́двиг Ми́нкус (нем. Ludwig Minkus, полное имя — Алоизий Бернар Филипп Минкус, в некоторых источниках также Леон Фёдорович Минкус; 23 марта 1826[…], Вена или Вельке-Мезиржичи — 7 декабря 1917, Вена) — австрийский композитор, скрипач и дирижёр, долгие годы живший и работавший в России.

## Биография
Его родители были евреи из Моравии, перешедшие в католичество и поселившиеся в Вене. Отец Теодор Йоган Минкус был виноторговцем, держал ресторан в Вене, в котором выступал маленький оркестр. Окружённый музыкой с раннего детства, Минкус начал заниматься игрой на скрипке с четырёх лет, а с 12 лет начал заниматься музыкой в Обществе друзей музыки в Вене. Первое публичное выступление Минкуса состоялось в 8 лет, и очень скоро музыкальные критики признали в нём вундеркинда. Первые произведения для скрипки Людвига Минкуса были опубликованы в 1846 году. Примерно в это же время он попробовал себя в качестве дирижёра. В 1852 году получил место первого скрипача в Венской королевской опере, но вскоре отказался от этой позиции в пользу предложенного места за рубежом.

### Россия
В 1853 году переехал в Санкт-Петербург, где занял позицию капельмейстера оркестра крепостного театра князя Юсупова (1853—1855). В 1855 году женился на Марии Антуанетте Шварц; венчание состоялось в католическом соборе Святой Катерины в Санкт-Петербурге. С 1856 до 1861 года служил первым скрипачом в Московском Императорском Большом театре, а вскоре начал совмещать игру на скрипке с работой дирижёра. После открытия Московской консерватории был приглашён в неё профессором по классу скрипки. В российский период карьеры продолжал выступать как скрипач.
Как балетный композитор дебютировал в России в 1857 году, написав балет L’Union de Thetis et Pelee («Союз Пелея и Фетиды») для частного представления в Юсуповском театре. Во время работы в Большом театре писал музыку для одноактного балета Deux jours en Venise («Два дня в Венеции»), который был поставлен в 1862 году. В том же году написал по заказу балетмейстера Артюра Сен-Леона антракт для возобновлённого в Большом театре балета Адольфа Адана и Жана Коралли «Орфа». Удовлетворённый Сен-Леон заказал композитору полный балет, и Минкус написал «Пламя любви, или Саламандру», поставленную 12 ноября 1863 года специально для балерины Марфы Муравьевой в московском Большом театре, затем 13 февраля 1864 года в петербургском Большом театре (под названием «Фиаметта, или Торжество любви») и, наконец, 11 июля 1864 года в Париже под названием «Немея» (фр. Neméa). Позже премьера этого балета состоялась 15 марта 1868 года в Триесте под названием Nascita della Fiamma d’Amore («Рождение огня любви»). Разные названия этого балета очень часто вводят в заблуждение историков, которые порой считают все эти постановки разными произведениями. Затем для новой парижской постановки Сен-Леона написал балет «Ручей» (фр. La Source) совместно с Лео Делибом (первый акт и половина третьего — Минкус, второй и другая половина третьего — Делиб); балет был поставлен 12 ноября 1866 года. Наконец, в 1869 году написал для другого хореографа, Мариуса Петипа, балет «Дон Кихот» по Сервантесу и эта работа оказалась исключительно успешна. Через год получил место первого композитора балетной музыки при дирекции Императорских театров. В соавторстве с Петипа создал 16 балетов, из которых наибольшую известность получила «Баядерка» (1877).
В 1890 году вернулся в Австрию, где и прожил оставшиеся годы жизни.
Основные сочинения (указываются только самостоятельно написанные партитуры): «Дон-Кихот», «Золотая рыбка», «Фиаметта», «Баядерка», «Волшебные пилюли», «Камарго», «Калькабрино», «Фетида и Пелей».
Наиболее известные вставные номера в балетах других композиторов: Вариация Жизели (вариация с волчками) в балете А. Адана «Жизель», Детский полонез и мазурка, Grand pas и фрагменты Pas de trois в балете Э. Дельдеве «Пахита». Музыка Минкуса также была использована в балете «Корсар» (возобновление 1899 года) — Вариация Медоры в сцене «Оживленный сад» (музыка из балета «Приключения Пелея»).
Минкус хорошо чувствовал специфику балетного театра, обладал высоким профессионализмом. Его балеты, наполненные жизнерадостной, мелодичной, ритмичной музыкой, до сих пор входят в репертуар ведущих театров России и мира.